# Badencultuur
De Badencultuur (ca. 3300 v.Chr.– ca. 2800 v.Chr.) was een cultuur in Midden-Europa, tijdens de overgang van de kopertijd naar de bronstijd. De Badencultuur is genoemd naar de vindplaats Baden bij Wenen. Andere namen zijn Ossarngroep en Pecelcultuur.
Resten ervan zijn aangetroffen in Tsjechië, Hongarije, Slowakije en het oosten van Oostenrijk. Aardewerk van deze cultuur is ook in Duitsland en Zwitserland gevonden.

## Chronologie
Baden heeft zich ontwikkeld uit de late Lengyelcultuur in het westen van het Karpatenbekken. De Badencultuur was ongeveer gelijktijdig met de late trechterbekercultuur, de kogelamforacultuur en de vroege touwbekercultuur.

## Nederzettingen
De nederzettingen lagen vaak op de top van een heuvel en waren doorgaans niet versterkt.

## Graven

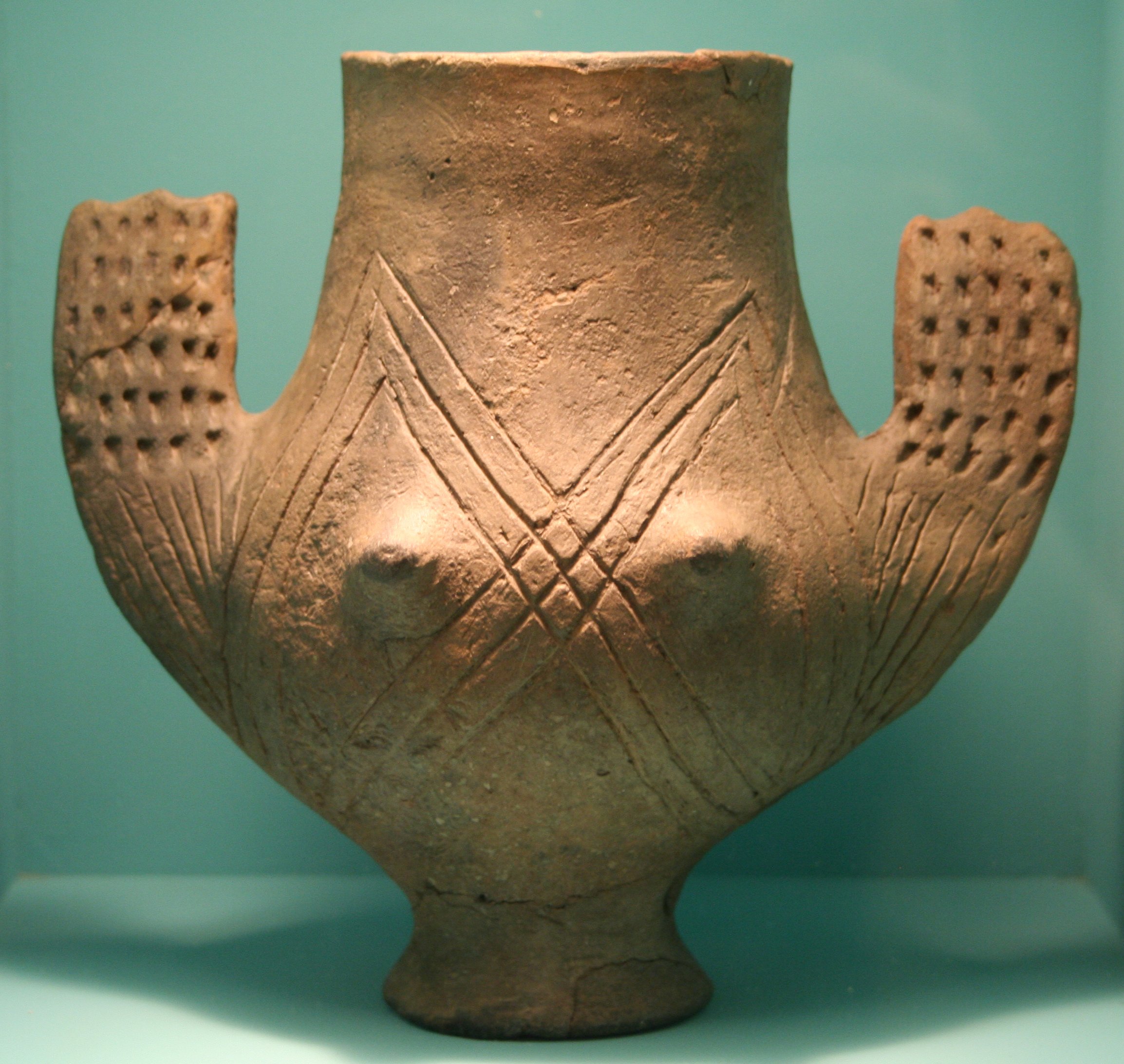
Anthropomorpfe urn uit Ráckeve (Hongarije)

Zowel begrafenissen als crematies zijn bekend. In Slowakije en Hongarije werden de verbrande resten vaak in antropomorfe urnen gedaan. In Nitriansky Hrádok (Šurany) werd een massagraf aangetroffen. Ook vee werd wel meebegraven. Tot nog toe is de enige bekende begraafplaats uit de vroege fase die van Pilismarót (Hongarije). Daar zijn ook een paar voorbeelden gevonden van aardewerk met bandversieringen.

## Economie
De economie was gemengd. Naast landbouw bedreef men veeteelt, men hield onder andere varkens en geiten. Hier zijn ook de oudste bewijzen voor voertuigen met wielen in Europa gevonden, wagenmodellen in aardewerk: echte wagens zijn niet gevonden.

## Techniek en cultuur
Het wiel was al bekend, getuige het wiel van Stare gmajne, het oudste tot nu toe gevonden wiel ter wereld. 
Het aardewerk van de Badencultuur werd versierd met doorlopende ribbels van verschillende dikte. Koper was bekend maar werd alleen toegepast voor de vervaardiging van sieraden.

## Interpretatie
In het kader van de Koerganhypothese van Marija Gimbutas werd de Badencultuur als Indo-Europees beschouwd. Ook voorstanders van de oudere opvatting dat het thuisland van de Indo-Europese volken in Midden-Europa lag, beschouwden deze cultuur als Indo-Europees. Archeogenetische analyse weerlegt deze stellingen, de mensen van de Badencultuur zijn het nauwste verwant aan andere vroege Europese boeren, met geen of maar zeer geringe Indo-Europese inslag.